# Поненте
Поненте (італійською: [poˈnɛnte], ісп. Poniente, хорв. Punenat, кат. Ponent, порт. Poente, мальт. Punent, грец. Πουνέντες, серб. Punenat) — західний вітер у Середземному морі, також має назву Зефір та Есперо. Також - традиційна сторона світу Захід на розі вітрів.
Назва походить від латинської через італійську, що означає «захід», що означає захід сонця, і з'явилася під цією назвою в традиційній троянді компаса на морських картах Середземного моря з часів Середньовіччя.
Регіональні варіації включають каталонський «ponent» та іспанський «poniente», що є назвою для теплого і сухого західного бризу, що дме через Атлантичний океан на західне узбережжя Середземного моря та через Гібралтарську протоку.
Іноді воно з'являється як Зефір, давньогрецьке ім'я, ймовірно, походить від «зофо» (що означає темний, похмурий, посилання на захід сонця, а не на якість вітру). Римляни також називали його Favonius, що, ймовірно, означає «сприятливий», оскільки західний вітер у Середземному морі вважався м'яким вітром, який приносив полегшення від літньої спеки та трохи корисної вологи для посівів.